# Henri Baels

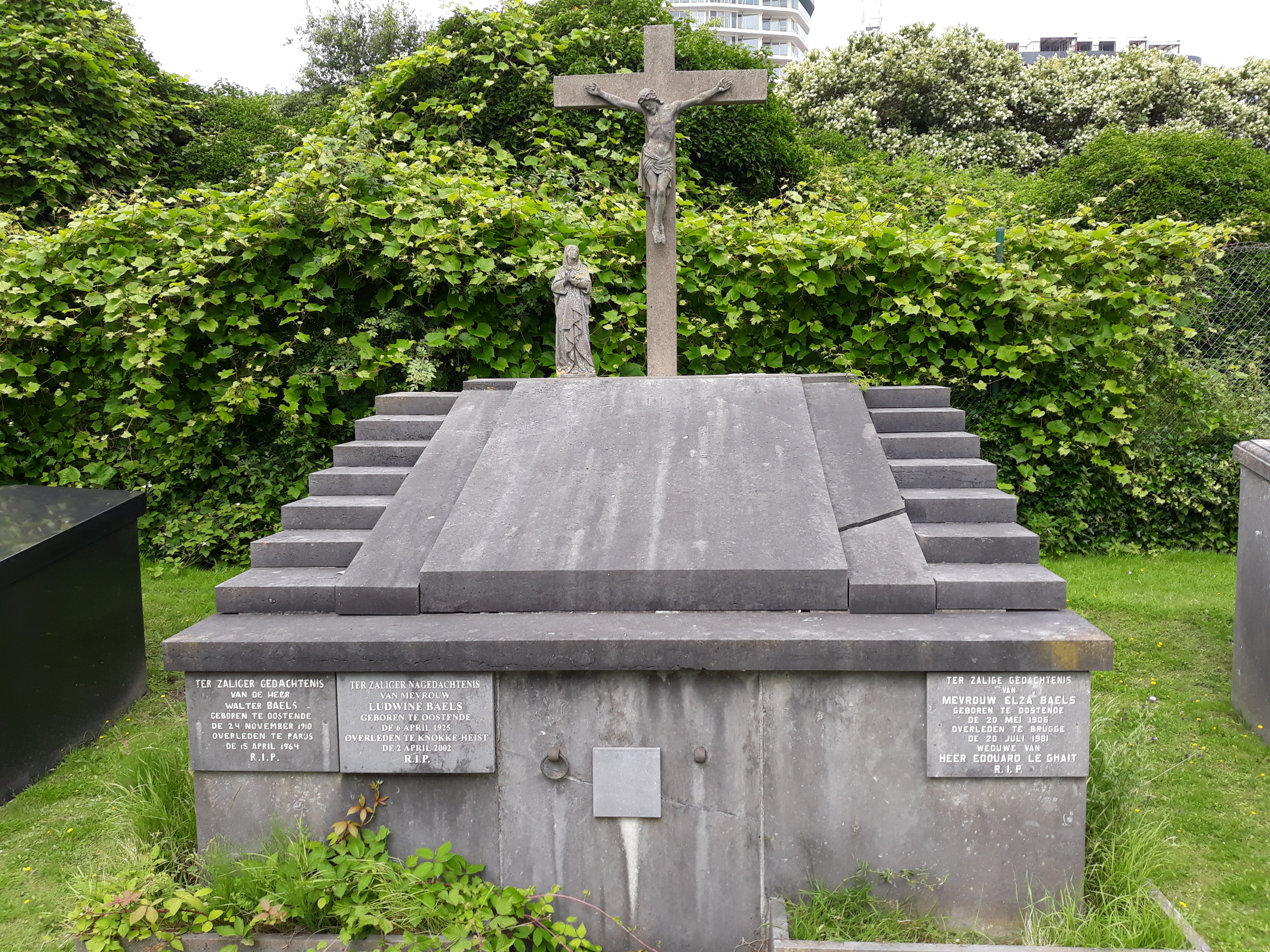
Het graf van Hendrik Baels in gezinsgraf Baels op Begraafplaats Paster Pype te Oostende

Henri Louis Baels (Oostende, 18 januari 1878 – Knokke, 14 juni 1951), ook Harry of Hendrik genoemd, was een Belgisch politicus voor de Katholieke Partij, Belgisch minister en gouverneur van West-Vlaanderen.
Hendrik Baels was gehuwd met Anne Devisscher (1882-1950), notaris- en burgemeestersdochter uit het West-Vlaamse Dentergem. Het echtpaar had 8 kinderen. Hun dochter Lilian werd in 1941 de tweede echtgenote van koning Leopold III.

## Levensloop
Henri Baels werd geboren als zoon van Julius Ludovicus Baels, een koopmansklerk, en diens echtgenote Delphina Alexandrina Mauricx. Hij stamde uit een redersfamilie. Hij volgde middelbaar onderwijs in Oostende, waar hij de bezieler was van een leerlingenbond, en promoveerde tot doctor in de rechten aan de Katholieke Universiteit Leuven. In zijn jonge tijd was hij actief in Vlaamsgezinde verenigingen en ontpopte zich als liederendichter.
In Leuven maakte hij deel uit van het studentengenootschap Met Tijd en Vlijt en werkte hij mee aan het studentenblad Ons Leven. In 1908 was hij medeondertekenaar van het Vertoogschrift, gericht aan de bisschoppen en door katholieke flaminganten opgesteld toen het wetsvoorstel-Edward Coremans inzake de vernederlandsing van het katholiek middelbaar onderwijs in 1907 werd verworpen.
Na zijn studies in Leuven vestigde hij zich in 1905 als advocaat in Oostende. Hij specialiseerde zich in de problemen van de zeevaart en de visserij. Ook stichtte hij verschillende sociaal-culturele ontwikkelingswerken en een afdeling van de Katholieke Vlaamse Schooluitbreiding en in 1909 werd hij lid van de Tweede Vlaamse Hogeschoolcommissie.
De politieke carrière van Baels begon in 1912 toen hij voor de katholieken werd verkozen tot gemeenteraadslid van Oostende. In de gemeenteraad van Oostende introduceerde hij opnieuw het gebruik van het Nederlands. Tijdens de Eerste Wereldoorlog verbleef hij in Groot-Brittannië, waar hij samen met Alfons Van de Perre talrijke voordrachten hield voor Belgische vluchtelingen en zich inzette voor de Belgische vissers. Inmiddels secretaris van de Raad voor de Zeevaart en van het Internationaal Congres van de Zeevisserij geworden, werd Baels door de Belgische regering in Le Havre belast met de oprichting van een Cercle consultatif de la pêche en het herstel van de Belgische vissersvloot. Hij werkte eveneens mee aan het dagblad De Belgische Standaard waar hij behoorde tot de gematigde Vlaamsgezinde groep die loyaal was aan België.
Na de Eerste Wereldoorlog werd Baels van 1920 tot 1933 lid van de Kamer van volksvertegenwoordigers voor het arrondissement Veurne-Diksmuide-Oostende. Ook was hij van 1921 tot 1926 schepen van Oostende. In de Kamer maakte hij deel uit van de Katholieke Vlaamsche Kamergroep en pleitte hij voor amnestie. Op het proces van Lodewijk Dosfel in 1920, die van activisme werd beschuldigd, kwam Baels hulde aan hem brengen.
Daarna volgde een ministeriële carrière: van 1926 tot 1929 was hij minister van Landbouw en Openbare Werken en van 1929 tot 1931 was hij minister van Landbouw, Binnenlandse Zaken en Volksgezondheid. Daarna was hij van 1933 tot mei 1940 provinciegouverneur van West-Vlaanderen. In deze functie bevorderde Henri Baels de democratisering van de diverse artistieke mogelijkheden. Met dat doel richtte hij in 1939 een oproep tot alle vooraanstaande West-Vlamingen waarin gepleit werd voor de oprichting van een vzw die de verspreiding van kunstwerken en boeken zou bevorderen.
Tijdens de Achttiendaagse Veldtocht probeerde Baels voor een aantal dringende zaken minister van Binnenlandse Zaken Arthur Vanderpoorten te bereiken, die zich volgens zijn inlichtingen aan de kust bevond. Dit lukte echter niet omdat Baels betrokken geraakte in een ongeval en naar eigen zeggen niet meer naar Brugge kon terugkeren door de vluchtelingenstroom. Omdat Baels Brugge had verlaten voor de Duitse bezetter was gearriveerd, werd dit gezien als een geval van postverlating en werd hij op verzoek van Vanderpoorten door koning Leopold III afgezet als gouverneur. Dit Koninklijk Besluit van 21 mei 1940 werd door de verwarrende omstandigheden niet gepubliceerd. Na zijn vertrek in mei 1940 werd de provinciale griffier Amand Lommez tijdelijk gouverneur. In augustus 1940 werd de Vlaams-nationalistische gedeputeerde Michiel Bulckaert door secretaris-generaal Gérard Romsée tot waarnemend gouverneur aangesteld.
Baels verbleef gedurende de volledige Tweede Wereldoorlog in Frankrijk. Op 11 september 1941 huwde zijn dochter Lilian met koning Leopold III. Inmiddels waren alle stukken uit het dossier Baels in het Ministerie van Binnenlandse Zaken van 4 januari tot 3 mei 1940 verdwenen, dus ook het afzettingsbesluit en alle eensluidende afschriften ervan. Zowel zijn dochter Lilian als Robert Capelle, de secretaris van de koning, hadden namelijk documenten uit het dossier opgevraagd en niet meer teruggegeven. Op 3 mei 1941 vaardigde de secretaris-generaal van Binnenlandse Zaken en Volksgezondheid, de VNV'er Gérard Romsée, een besluit waarin Baels ter beschikking werd gesteld, waardoor hij opnieuw een salaris kreeg en hetzelfde statuut verkreeg als de andere gouverneurs die wegens een Duits verbod hun ambt niet mochten uitoefenen. In oktober 1944 werd Baels door de nieuwe minister van Binnenlandse Zaken Edmond Ronse eervol ontslagen en kreeg hij de eretitel van gouverneur.

## Externe links

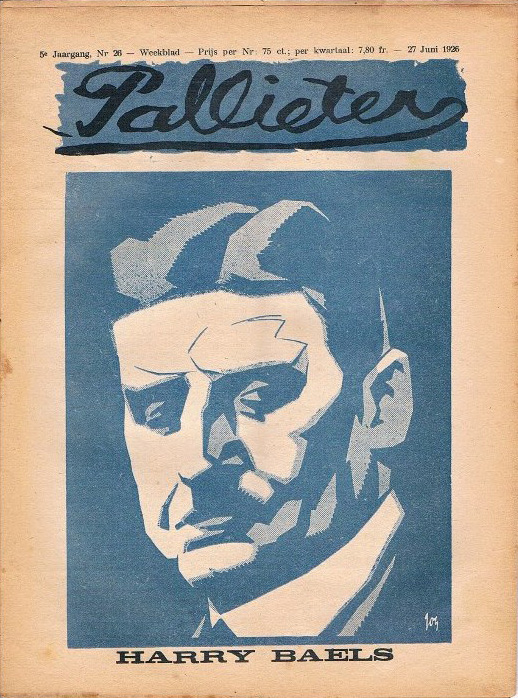
Harry Baels (door Jos De Swerts)